# Großer Bärenstein
Der Große Bärenstein ist ein 327 m ü. NHN hoher Tafelberg in der Sächsischen Schweiz im sächsischen Landkreis Sächsische Schweiz-Osterzgebirge. Unmittelbar benachbart ist der Kleine Bärenstein, der mit dem Großen Bärenstein das Massiv der Bärensteine bildet.

## Lage und Umgebung
Der Große Bärenstein liegt in der Elbschleife von Rathen im vorderen linkselbischen Teil der Sächsischen Schweiz und ist der Ebenheit zwischen den Dörfern Struppen, Naundorf, Weißig und Thürmsdorf aufgesetzt. Der Berg befindet sich in der Gemarkung von Naundorf.

## Natur
Der Berg erhebt sich bis zu ca. 90 Meter über die Umgebung. Der Gipfel selbst ist durch den Riegelhof, eine steile Schlucht, die sich von Norden in den Sandstein schneidet, nahezu zweigeteilt.
Im Allgemeinen ist der Sandstein am Großen Bärenstein weich und stark verwittert. Im Gegensatz zu anderen Tafelbergen der Sächsischen Schweiz bildet der Berg deshalb ein vergleichsweise zerklüftetes Felsrevier mit einem steilen Absturz in Richtung Süden und Osten. Die sonst für das Elbsandsteingebirge prägende horizontale Bankung und vertikale Klüftung des Sandsteins tritt kaum auf. Stattdessen sind die Sandsteine unregelmäßig gebogen und weisen schräg nach oben verlaufende Klüfte auf.
Der Große Bärenstein hat einst zusammen mit dem Kleinen Bärenstein, dem Rauenstein  und den beiden kleinen Felsmassiven Knöchel und Kahler Stein eine geschlossene Felstafel gebildet, die durch erosive Prozesse abgetragen und zerklüftet wurde. Naturräumlich bildet dieser Bereich heute die Makrogeochore Felsberg-Riedelgebiet Bärensteine-Rauenstein.
Im März 1904 ereignete sich an der Südwand ein Felssturz, bei dem ca. 100 m3 Sandstein abgingen.
Am nördlich des Berges nach Pötzscha verlaufenden Waldweg befand sich einst die als Naturdenkmal geschützte Schlangenkiefer, eine drehwüchsige Kiefer, durch deren Stamm eine Birke gewachsen war.
Der Berg ist Teil des Landschaftsschutzgebietes d24 „Sächsische Schweiz“.

## Wanderaufstiege
Der Große Bärenstein kann nur auf unmarkierten Wegen bestiegen werden. Der Hauptweg führt vom Südwestfuß des Felsens aus Richtung Naundorf auf den Gipfel. An der Nordseite führt die Riegelhofstiege durch eine steile Schlucht nach oben. An der Nordostseite befand sich nahe dem Kletterfelsen Dreizack einst ein weiterer als Angelasteig bezeichneter steiler Aufstieg, dessen Begehung heute aber nur noch mit Kletterkenntnissen möglich ist.

## Kletterfelsen
Der Große Bärenstein ist Bestandteil des Klettergebietes Sächsische Schweiz und verfügt über eine Reihe von Klettergipfeln, von denen die an der Nordseite gelegenen Khan und Conradturm die bedeutendsten sind. Der Bärensteinturm wurde als erster anerkannter Klettergipfel im Bereich der Bärensteine bereits 1898 bestiegen.

## Aussicht
Die Aussicht vom Gipfel des Großen Bärensteines reicht insbesondere in Richtung Osten und in Richtung Norden. In östlicher Richtung rücken dabei die Tafelberge um Lilienstein, Festung Königstein und Pfaffenstein ins Blickfeld. In nördlicher Richtung reicht der Blick zum Rauenstein und zum Basteimassiv. Von der Nordseite bietet sich zudem ein Blick auf Stadt Wehlen und das Elbtal in Richtung Pirna.

## Galerie

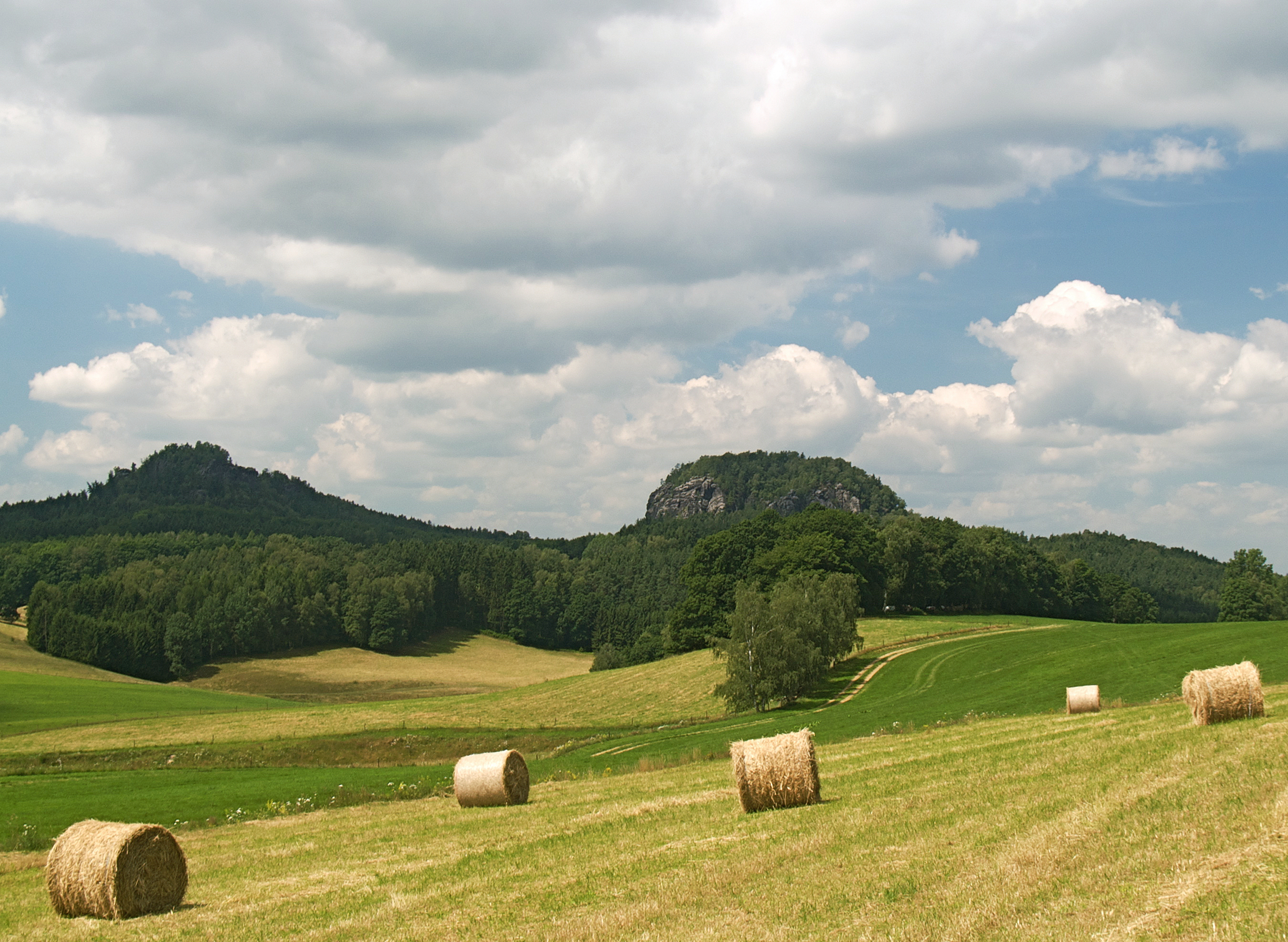
Blick von Weißig auf den Kleinen Bärenstein (links) und den Großen Bärenstein (rechts)
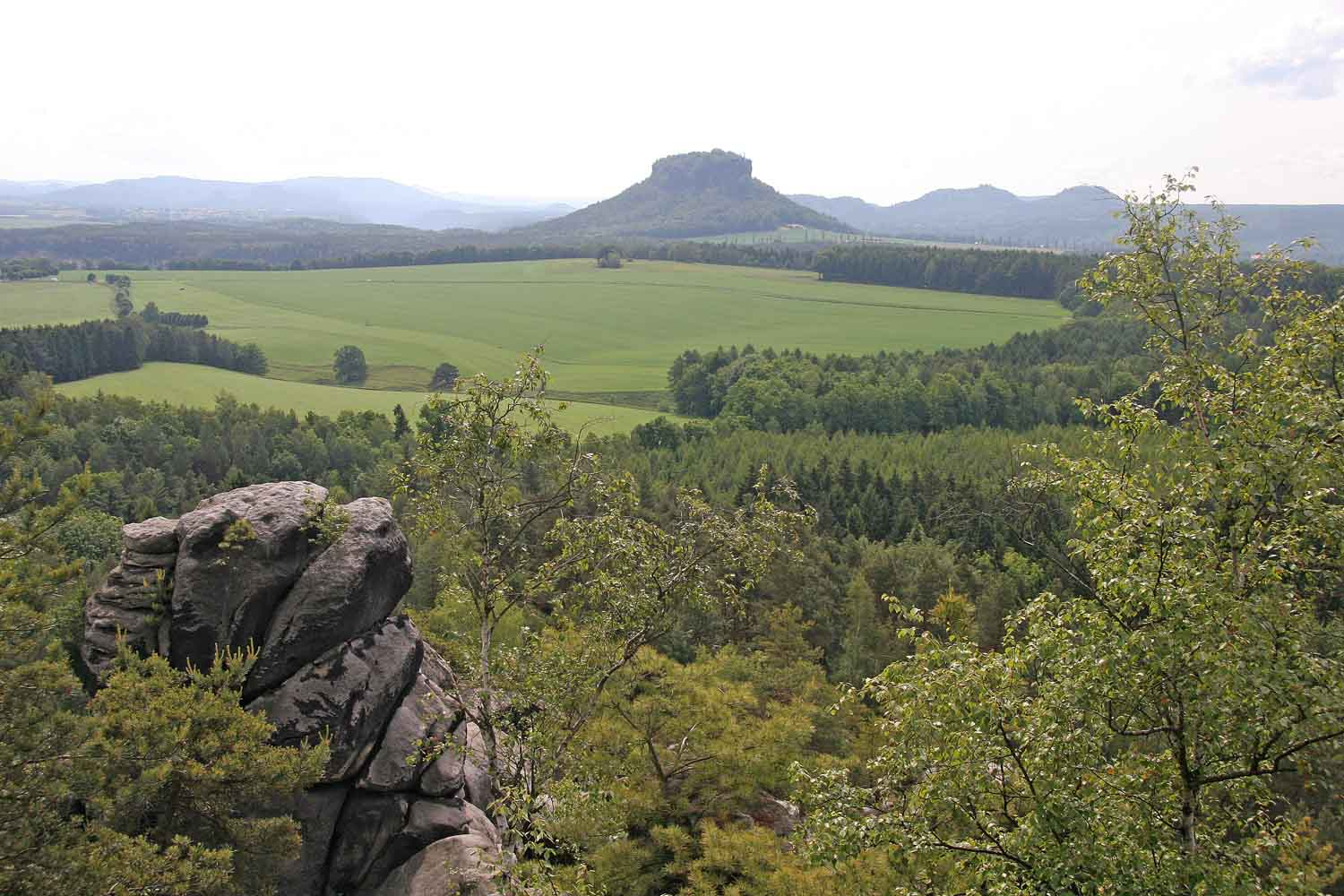
Blick vom Großen Bärenstein zum Lilienstein
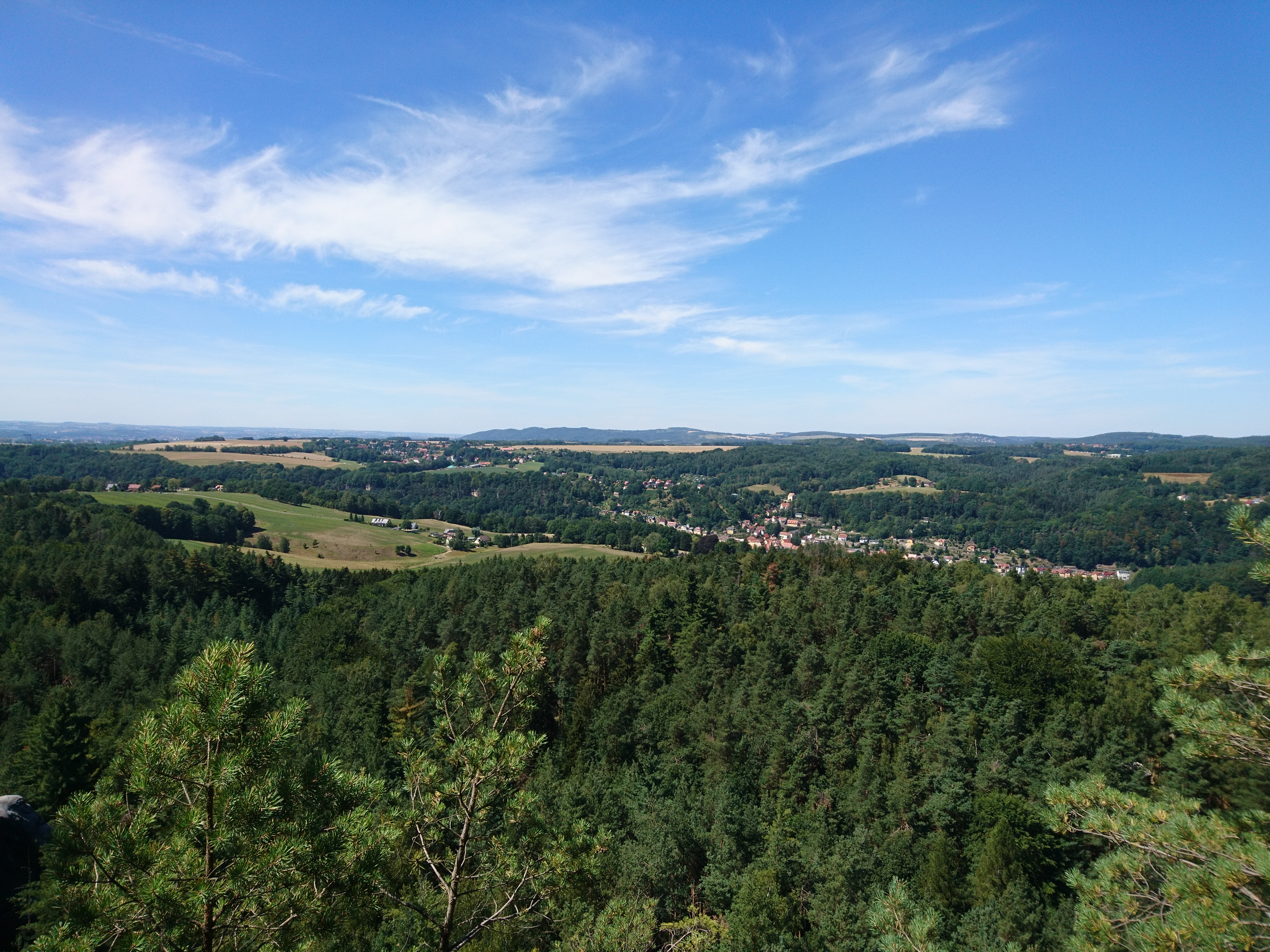
Blick vom Großen Bärenstein nach Nordwesten auf Stadt und Dorf Wehlen
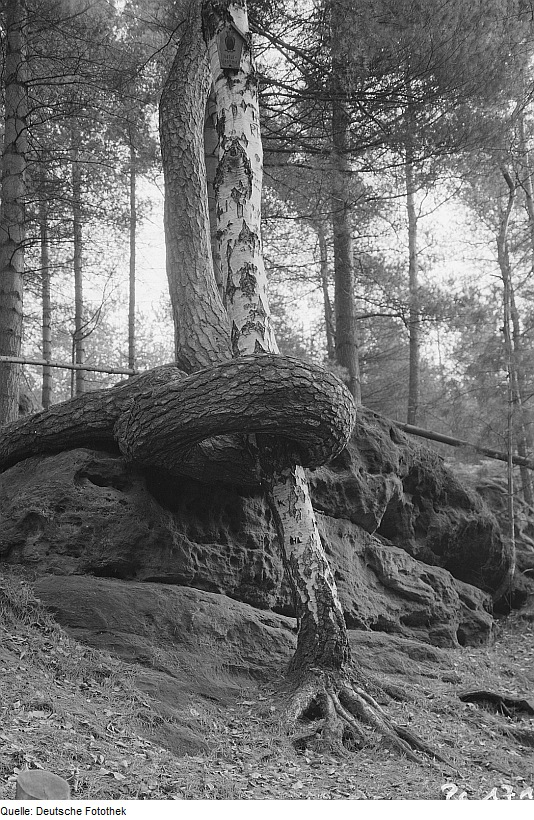
Die ehemals vorhandene Schlangenkiefer am Nordfuß des Berges
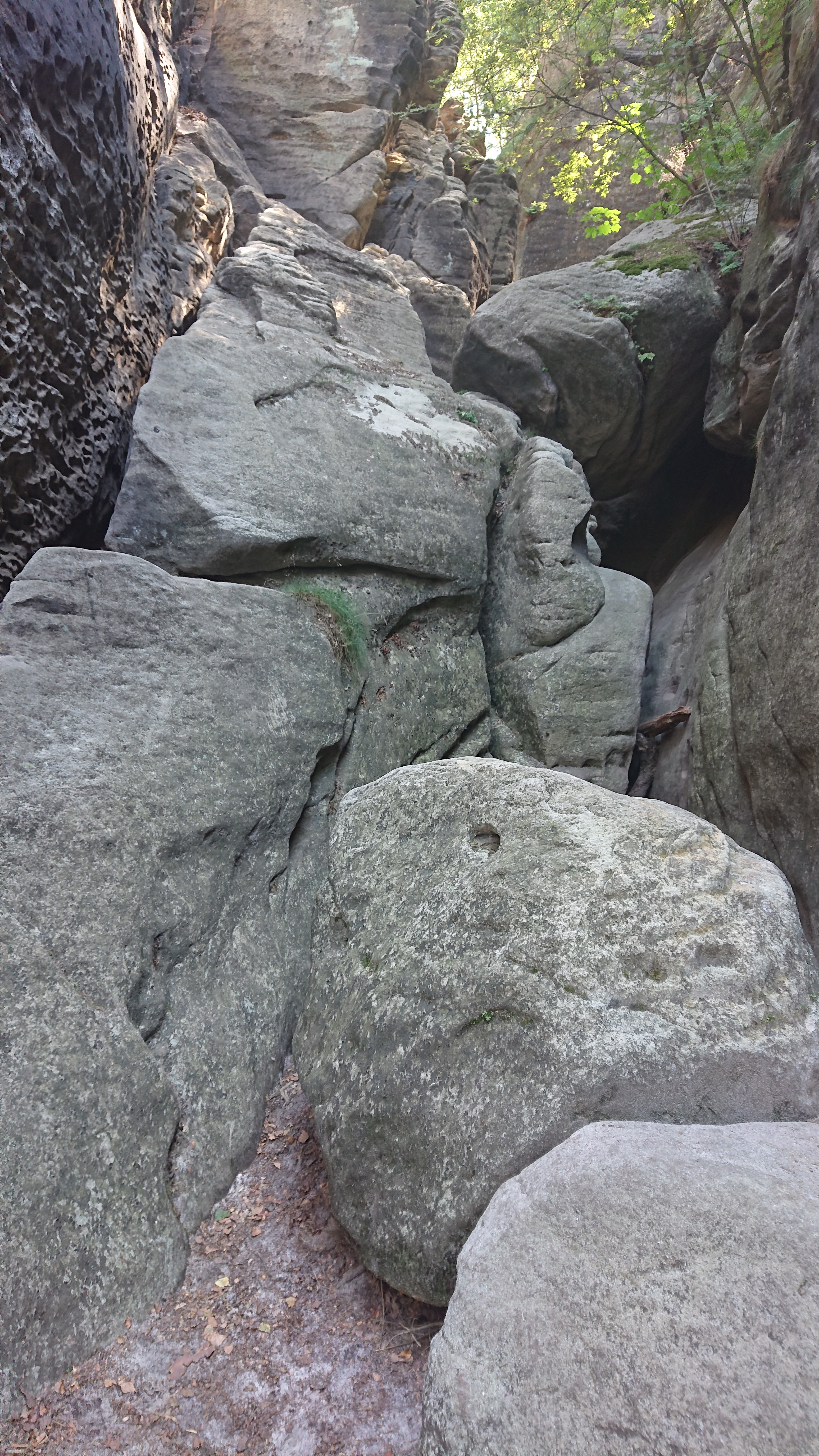
Blick in den unteren Abschnitt der Riegelhofstiege, der Aufstieg verläuft durch die Höhle in der Bildmitte rechts